# アラン・レアンドロ・ダ・シウヴァ・ピニェイロ
アラン・レアンドロ・ダ・シウヴァ・ピニェイロ（ポルトガル語: Alan Leandro da Silva Pinheiro、1989年1月14日 - ）は、ブラジルと東ティモールのサッカー選手。東ティモール代表。ポジションはFW。

## 経歴
アフリカ系ブラジル人の彼はブラジルサンパウロ州カラピクイバに生まれ、東ティモール代表監督のアントニオ・カルロス・ヴィエイラの下で東ティモールに帰化した。
東ティモール代表としての初出場は2011年の東南アジア競技大会で、ブルネイU-23代表戦で初出場を果たした。44分には初得点となるかに見えたシュートがあったものの、球はバーの上を通過していった。

## 個人成績
代表での得点一覧
| #  | 日付          | 場所                             | 対戦相手   | 得点 | 結果 | 大会                     |
| -- | ------------- | -------------------------------- | ---------- | ---- | ---- | ------------------------ |
| 1. | 2012年10月5日 | ヤンゴン・トゥウンナ・スタジアム | カンボジア | 5–0  | 5–1  | 2012 AFFスズキカップ予選 |
| 2. | 2012年10月7日 | ヤンゴン・トゥウンナ・スタジアム | ミャンマー | 1–1  | 1–2  | 2012 AFFスズキカップ予選 |
| 3. | 2012年10月9日 | ヤンゴン・トゥウンナ・スタジアム | ラオス     | 3–1  | 3–1  | 2012 AFFスズキカップ予選 |